# Цикуса, Петар
Петар Цикуса Еличич (исп. Petar Cikusa Jelicic; род. 8 декабря 2005, Бордильс, Каталония) — испанский гандболист, выступает за гандбольный клуб «Барселона» и сборную Испании по гандболу.

## Карьера

### Клубная
Петар Цикуса начал играть в гандбол в Бордильсе, где его отец был тренером местного клуба. В 2018 году присоединился к гандбольной школе «Барселоны». Дебютировал за первую команду именитого испанского клуба в сезоне 2023/2024 годов в лиге Асобал. 18 апреля 2024 года подписал контракт до июня 2027 года.
С командой из Барселоны выиграл чемпионат Испании и Лигу чемпионов ЕГФ в 2024 году.

### Международная карьера в сборной
Цикуса участвовал в чемпионате Европы среди юношей до 18 лет в Черногории в 2022 году, где в составе Испании стал чемпионом Европы. На чемпионате мира среди юношей до 19 лет 2023 года ему также удалось завоевать титул вместе со сборной.
В июле 2024 года стал чемпионом Европы среди юношей до 20 лет. Был признан Самым ценным игроком турнира (MVP).
В составе первой сборной Испании Цикуса дебютировал 4 ноября 2023 года в матче против Нидерландов.
В августе 2024 года был включён в расширенный состав Испании на Олимпийский турнир по гандболу, но в основную заявку включен не был.
В январе 2025 года вошёл в состав сборной Испании для участия на чемпионате мира 2025 года.

## Семья
Его брат близнец — Джордже Цикуса тоже является игроком сборной Испании.